# Marta Sosińska
Marta Sosińska-Janczewska (* 4. Oktober 1939 in Warschau) ist eine polnische Pianistin.

## Leben
Marta Sosińska begann im Alter von 7 Jahren mit dem Klavierspiel. In Warschau erhielt sie 1952 bis 1957 Klavierunterricht bei Wanda Łosakiewicz und studierte anschließend, bis 1963 an der Musikakademie Warschau bei Zbigniew Drzewiecki. Sie war u. a. Preisträgerin des 7. Internationalen Chopin-Wettbewerbs in Warschau 1965. Sie erreichte damals den dritten Platz (der erste Platz wurde Martha Argerich zugesprochen) und erhielt den Spezialpreis „Beste Polonaise“ der Frédéric-Chopin-Gesellschaft.
Bereits während ihres Studiums führten sie Konzerttourneen durch Europa und nach Übersee. Ab 1985 bis 2002 hatte sie eine Professur an der Hochschule für Musik Würzburg inne. Marta Sosińska war u. a. an einer Gesamteinspielung des Klavierwerks von Chopin beteiligt.